# Colostygia gigantea
Colostygia gigantea är en fjärilsart som beskrevs av Rudolf Pinker 1953. Colostygia gigantea ingår i släktet Colostygia och familjen mätare. Inga underarter finns listade i Catalogue of Life.